# Когомологія груп
Когомологія груп — когомологічна теорія, що широко використовується у теорії груп і застосуваннях, зокрема у алгебричній теорії чисел і алгебричній топології.
При цьому підході парі (G, A), де G — група, а A — лівий G-модуль, тобто модуль над цілочисельним груповим кільцем {\displaystyle \mathbb {Z} (G)}, зіставляється послідовність абелевих груп Hn(G, А), що називаються групами когомологій групи G з коефіцієнтами в А. Число n, що пробігає всі цілі невід'ємні значення, називається розмірністю групи Hn(G, А). 
Групи когомологій є важливими інваріантами, що містять інформацію як про групу G, так і про модулі A.

## Означення

### Формальне означення за допомогою похідного функтора
Нехай G — деяка група і A — лівий G-модуль, тобто модуль над цілочисельним груповим кільцем {\displaystyle \mathbb {Z} (G).}  Нехай AG — підмодуль G-інваріантних елементів у А, тобто множина таких елементів {\displaystyle a\in A,} що для всіх елементів g у групі G виконується {\displaystyle ga=a.}
Усі G-модулі утворюють категорію морфізмами в якій є гомоморфізми f для яких виконуються рівності f(ga) = g(fa) для всіх {\displaystyle g\in G} і {\displaystyle a\in A.} Категорія G-модулів (тобто категорія {\displaystyle \mathbb {Z} (G)}-модулів) має достатньо ін'єктивних об'єктів, як і всі категорії модулів над кільцями. 
Відображення A → AG є функтором із категорії G-модулів у категорію абелевих груп. Цей функтор є точним зліва але не справа, тобто для точної послідовності 0→A→B→C→0 точною є послідовність 0→AG →BG →CG.
Тому для функтора A → AG можна побудувати праві похідні функтори. Їх значеннями є абелеві групи, що позначаються Hn(G, А) і називаються n-ми когомологічними групами групи G із значеннями у A.

### Означення за допомогою проєктивних резольвент
Окрім означення за допомогою ін'єктивних резольвент визначення можна дати за допомогою проєктивних резольвент. Для початку є ізоморфізм {\displaystyle \operatorname {Hom} _{G}(\mathbb {Z} ,A)\cong A^{G},} де {\displaystyle \mathbb {Z} } розглядається як G-модуль є з тривіальною дією.
Нехай 
{\displaystyle \cdots {\xrightarrow {d_{n}}}P_{n}{\xrightarrow {d_{n-1}}}P_{n-1}\to \cdots \to P_{0}\to \mathbb {Z} \to 0}
є деякою проєктивною резольвентою тривіального G-модуля {\displaystyle \mathbb {Z} } у категорії G-модулів, тобто точною послідовністю, в якій всі модулі Pi є проєктивними. Тоді Hn(G, А) є n-на група когомологій коланцюгового комплексу:
{\displaystyle \cdots {\xleftarrow {d'_{n}}}\operatorname {Hom} _{G}(P_{n},A){\xleftarrow {d'_{n-1}}}\operatorname {Hom} _{G}(P_{n-1},A){\xleftarrow {d'_{n-2}}}\dots {\xleftarrow {d'_{0}}}\operatorname {Hom} _{G}(P_{0},A)\leftarrow 0}
де відображення {\displaystyle d'_{n}} індуковані відображеннями {\displaystyle d_{n},} тобто {\displaystyle H^{n}(G,A)=\operatorname {Ker} d'_{n}/\operatorname {lm} d'_{n-1}.}
Дане означення теж є за допомогою похідного функтора — функтора Ext. А саме {\displaystyle H^{n}(G,A)=\operatorname {Ext} _{\mathbb {Z} (G)}^{n}(\mathbb {Z} ,A).}

### Стандартні резольвенти
Для обчислення груп когомологій зазвичай використовують стандартну резольвенту тривіального G-модуля {\displaystyle \mathbb {Z} }, в якій {\displaystyle P_{n}=\mathbb {Z} [G_{n}+1].}
Pn є вільним, а тому і проєктивним {\displaystyle \mathbb {Z} (G)}-модулем. Його базисом є, наприклад множина елементів виду {\displaystyle (1,g_{1},\ldots ,g_{n}),} де {\displaystyle g_{1},\ldots ,g_{n}} — довільні елементи групи G.
Для {\displaystyle (g_{0},\ldots g_{k})\in G^{n+1}} можна визначити граничний оператор як:
{\displaystyle d_{n}(g_{0},g_{1},\ldots ,g_{n})\sum _{i=0}^{n}(-1)^{i}\left(g_{0},\ldots ,{\widehat {g_{i}}},\dots ,g_{n}\right)}
де знак {\displaystyle {\widehat {\cdot }}} означає, що член gi є відсутнім у виразі. Коланцюги з {\displaystyle Hom_{G}(P_{n},A)} — функції {\displaystyle f(g_{0},g_{1},\ldots ,g_{n})} такі, що {\displaystyle gf(g_{0},g_{1},\ldots ,g_{n})=f(gg_{0},gg_{1},\ldots ,gg_{n}).}
Роблячи заміну змінних за формулами {\displaystyle g_{0}=1,\ g_{1}=h_{1},\ g_{2}=h_{1}h_{2},\ g_{n}=h_{1}h_{2}...h_{n},} можна перейти до неоднорідних коланцюгів {\displaystyle f(h_{1},\ldots ,h_{n}).} Дія кограничного оператора на них задається як: 
{\displaystyle \left(d^{n+1}f\right)(h_{1},\ldots ,h_{n+1})=h_{1}f(h_{2},\dots ,h_{n+1})+\sum _{i=1}^{n}(-1)^{i}f\left(h_{1},\ldots ,h_{i-1},h_{i}h_{i+1},\ldots ,h_{n+1}\right)+(-1)^{n+1}f(h_{1},\ldots ,h_{n}).}
Наприклад одновимірний коцикл — функція {\displaystyle f:G\to A} така, що {\displaystyle f(g_{1}g_{2})=g_{1}f(g_{2})+f(g_{1})} для {\displaystyle g_{1},g_{2}\in G,} а кограниця — функція виду f(g) = ga - a для деякого {\displaystyle a\in A.} Одновимірний коцикл називається також схрещеним гомоморфізмом, а одновимірна кограниця — тривіальним схрещеним гомоморфізмом. У разі, коли G діє на А тривіально, схрещені гомоморфізми збігаються зі звичайними гомоморфізмами, а всі тривіальні схрещені гомоморфізми рівні 0, тобто в цьому випадку H1(G, А) = Hom(G, А).

### Аксіоматичне означення
Набір функторів {\displaystyle A\to H^{n}(G,A),\ n=0,1,...,} є δ-функтором на категорії лівих G-модулів (як про це описано в статті Похідний функтор, оскільки когомології груп є похідними функторами). 
Модуль виду {\displaystyle B=\operatorname {Hom} (\mathbb {Z} (G),X),} де X — абелева група, a G діє на B за формулою
{\displaystyle (g\phi )(t)=\phi (tg),\ \ \forall \phi \in B,t\in \mathbb {Z} (G),}
називається коіндукованим. Для ін'єктивних і коіндукованих модулів A: Hn(G, А) = 0 для n > 1. Будь-який модуль A є ізоморфним підмодулю деякого коіндукованого модуля B. 
Точна когомологічна послідовність для послідовності 
{\displaystyle 0\to A\to B\to B/A\to 0}
визначає ізоморфізми Hn(G, B/А) ~ Hn+1(G, А) і точну послідовність 
{\displaystyle B^{G}\to (B/A)^{G}\to H^{1}(G,A)\to 0.}
Таким чином, обчислення n-1 -вимірної групи когомологій для модуля A зводиться до обчислення n-вимірної групи когомологій для модуля B/A. Цей метод називається зсувом розмірностей. 
Зсув розмірностей дозволяє дати аксіоматичне означення груп когомологій, як послідовність функторів {\displaystyle A\to H^{n}(G,A)} з категорії G-модулів в категорію абелевих груп, що утворюють δ-функтор і задовольняють умові Hn(G, А) = 0 при n > 1 для будь-якого коіндукованого модуля B. 
Означення груп Hn(G, А) можна дати також за допомогою відношення еквівалентності на множині точних послідовностей G-модулів виду
{\displaystyle 0\to A\to M_{1}\to \ldots \to M_{n}\to \mathbb {Z} \to 0.}

### Гомологія груп
Групи гомології груп визначаються за допомогою двоїстої конструкції з заміною всюди функтора {\displaystyle \operatorname {Hom} _{G}} функтором.{\displaystyle \otimes _{G}}
Нехай знову ж
{\displaystyle \cdots {\xrightarrow {d_{n}}}P_{n}{\xrightarrow {d_{n-1}}}P_{n-1}\to \cdots \to P_{0}\to \mathbb {Z} \to 0}
є деякою проєктивною резольвентою тривіального G-модуля {\displaystyle \mathbb {Z} } у категорії G-модулів.
Застосувавши до цієї послідовності коваріантний функтор {\displaystyle \cdot \otimes _{\mathbb {Z} (G)}A} одержується ланцюговий комплекс:
{\displaystyle \cdots \to F_{n}\otimes _{\mathbb {Z} (G)}A\to F_{n-1}\otimes _{\mathbb {Z} (G)}A\to \cdots \to F_{0}\otimes _{\mathbb {Z} (G)}A\to \mathbb {Z} \otimes _{\mathbb {Z} (G)}A.}
Гомологічні групи цього комплексу називаються гомологічними групами групи G із значеннями у A і позначається
Hn(G, А).
Зважаючи на означення функтора Tor, коротко можна записати:
{\displaystyle H_{n}(G,A)=\operatorname {Tor} _{n}^{\mathbb {Z} (G)}(\mathbb {Z} ,A).}

## Гомологічні групи малої розмірності
Елементи групи H1(G, А) можна інтерпретувати як класи автоморфізмів групи F, що міститься в точній послідовності {\displaystyle 1\to A\to F\to G\to 1,} тотожні на A і на G по модулю спряжень елементами {\displaystyle a\in A.}
Елементи групи H2(G, А) інтерпретуються як класи розширень групи A за допомогою G. 
Група H3(G, А) допускає інтерпретацію як перешкода для розширень неабелевої групи H з центром A за допомогою G.

## Властивості
- Якщо E — підгрупа групи G, то обмеження коциклів з G на H визначає для всіх n функторіальні гомоморфізми обмеження

{\displaystyle \operatorname {res} :H^{n}(G,A)\to H^{n}(E,A)}
При n = 0 гомоморфізм res збігається з вкладенням {\displaystyle A^{G}\subset A^{H}}.
- Якщо G/E — фактор-група групи G, то підняття коциклів з G/E на G індукує функторіальні гомоморфізми інфляції

{\displaystyle \operatorname {inf} :H^{n}(G/E,A^{H})\to H^{n}(G,A).}
- Нехай {\displaystyle \phi :G'\to G} — деякий гомоморфізм. Тоді будь-який G-модуль A можна перетворити в G' -модуль, вважаючи для {\displaystyle g'\in G',} що {\displaystyle g'a=\phi (g')a.} Поєднуючи відображення res і inf, одержується відображення {\displaystyle H^{n}(G,A)\to H^{n}(G',A).} У цьому сенсі {\displaystyle H^{*}(G,A)} є контраваріантним функтором по G.

- Якщо {\displaystyle \Pi } — деяка група автоморфізмів групи G, то групи Hn(G, А) можна перетворити в {\displaystyle \Pi }-модулі. Наприклад якщо E — нормальна підгрупа групи G, то групам Hn(E, А) можна надати природну структуру G/E-модулів. Це можливо завдяки тому, що внутрішні автоморфізми групи G індукують тотожні відображення на групах Hn(G, А).

- Нехай E — підгрупа групи G скінченного індексу. Тоді відображення норми NG/H: AE → AG (яке рівне за означенням {\displaystyle a\mapsto \sum _{g\in G/E}ga}) дозволяє, за допомогою зсуву розмірностей, визначити для всіх n функторіальні гомоморфізми кообмеження cores: Hn(E, А) → Hn(G, А), що задовольняють співвідношенню cores(res) = (G:E).

## Когомології скінченних груп
- Для скінченної групи G відображення норми NG: A → A (тобто відображення  {\displaystyle a\mapsto \sum _{g\in G}ga)} ) індукує відображення {\displaystyle {\hat {N}}_{G}:H_{0}(G,A)\to H^{0}(G,A),} де {\displaystyle H_{0}(G,A)=A/J_{G}A} і {\displaystyle J_{G}} — ідеал кільця {\displaystyle \mathbb {Z} (G),} породжений всіма елементами виду g-1 для {\displaystyle g\in G.}

- Відображення {\displaystyle N_{G}} дозволяє об'єднати точні послідовності когомологій і гомологій. А саме, можна визначити модифіковані групи когомологій — {\displaystyle {\hat {H}}^{n}(G,A)} (які також називаються когомологіями Тейта) для всіх цілих n:

{\displaystyle {\widehat {H}}^{n}(G,A):={\begin{cases}H^{n}(G,A)&n\geqslant 1\\\operatorname {coker} {\hat {N}}&n=0\\\ker {\hat {N}}&n=-1\\H_{-n-1}(G,A)&n\leqslant -2,\end{cases}}}
Для цих когомологій існує точна нескінченна в обидві сторони когомологічна послідовність.
- G-модуль A називається когомологічно тривіальним, якщо {\displaystyle {\widehat {H}}^{n}(E,A)=0} для всіх n і будь-якої підгрупи E. Модуль A є когомологічно тривіальним тоді і тільки тоді, коли існує ціле число i для якого {\displaystyle {\widehat {H}}^{i}(E,A)=0} i {\displaystyle {\widehat {H}}^{i+1}(E,A)=0} для будь-якої підгрупи E. Будь-який модуль A є підмодулем або фактор-модулем когомологічно тривіального модуля, що дозволяє застосовувати зсув розмірностей як для підвищення, так і для пониження розмірності. Зокрема, зсув розмірностей дозволяє визначити відображення res і cores (але не inf) для всіх цілих чисел n.

- Для скінченнопородженого G-модуля A групи {\displaystyle {\widehat {H}}^{n}(G,A)} є скінченними.

- Групи {\displaystyle {\widehat {H}}^{n}(G,A)} анулюються множенням на порядок групи G, а відображення {\displaystyle {\widehat {H}}^{n}(G,A)\to \oplus _{p}H^{n}(G_{p},A),} індуковані обмеженнями, де Gp — деяка p-підгрупа Силова групи G є мономорфним. Це дозволяє зводити ряд питань про когомології скінченних груп до розгляду когомологій p-груп.

- Когомології циклічної групи мають період 2, тобто для будь-якого n для циклічної групи {\displaystyle {\widehat {H}}^{n}(G,A)\cong {\widehat {H}}^{n+2}(G,A).}

- Для будь-яких цілих {\displaystyle n} і {\displaystyle m} визначено відображення (що називається {\displaystyle \smile }-добутком)  де тензорний добуток груп A і B розглядається як G-модуль. В окремому випадку, коли A — кільце і операції з групи G є автоморфізм, то {\displaystyle \smile }-добуток перетворює групу {\displaystyle \oplus _{n}{\widehat {H}}^{n}(G,A)} в градуйоване кільце.

- Теорема двоїстості для {\displaystyle \smile }-добутку стверджує, що для будь-якої подільної абелевої групи C і G-модуля A {\displaystyle \smile }-добуток

{\displaystyle {\widehat {H}}^{n}(G,A)\otimes {\widehat {H}}^{-n-1}(G,\operatorname {Hom} (A,C))\to {\widehat {H}}^{-1}(G,C)}
визначає ізоморфізм між групами {\displaystyle {\widehat {H}}^{n}(G,A)} і {\displaystyle \operatorname {Hom} \left({\widehat {H}}^{-n-1}(G,\operatorname {Hom} (A,C)),{\widehat {H}}^{-1}(G,C)\right).}
{\displaystyle \smile }-добуток є визначеним і для нескінченної групи G за умови, що n, m > 0.

## Когомології проскінченних груп
Багато задач призводять до необхідності розгляду когомологій топологічної групи G, що неперервно діє на топологічному модулі A. Зокрема, якщо G — проскінченна група (випадок найбільш близький до скінченних груп) і A — дискретна абелева група, що є неперервним G-модулем, то можна розглянути когомології групи G з коефіцієнтами в A, що обчислюються в термінах неперервних коланцюгів. 
Ці групи можна визначити також як межі {\displaystyle \lim _{\to }H^{n}(G/U,A^{U})} щодо відображень інфляції, де U пробігає всі відкриті нормальні підгрупи в G. 
Ці когомології володіють усіма основними властивостями когомологій скінченних груп. Якщо G — проскінченна p-група, то розмірності над {\displaystyle \mathbb {Z} /p\mathbb {Z} } першої і другої її груп когомологій з коефіцієнтами в {\displaystyle \mathbb {Z} /p\mathbb {Z} } інтерпретуються як мінімальне число твірних елементів і співвідношень (між цими твірними) групи G.